# Politique énergétique en France
La politique énergétique de la France est l'ensemble des mesures prises au niveau étatique pour organiser la production, la distribution et la consommation d'énergie.

## Naissance d'une politique énergétique
Au XIXe siècle, la France réglemente déjà l'extraction du charbon par la loi de 1810 sur l'exploitation du sous-sol et le régime des concessions.
Elle se dote d'une politique énergétique structurée à partir de la première guerre mondiale lorsqu'elle prend conscience de sa faiblesse par rapport aux approvisionnements en charbon ou en pétrole.

## Politiques du charbon
Bien qu'étant au 6e ou 5e rang des producteurs de charbon au début du XXe siècle, la production est insuffisante pour satisfaire la demande. Cette dépendance aux importations implique des politiques s'adaptant aux situations avec notamment l'adaptation à la perte du Nord-Pas de Calais durant la Première guerre mondiale, la reconstruction et modernisation de l'entre-deux guerre avec des tentatives de contrôle des prix et marché dans les années 30, la pénurie de la Seconde guerre mondiale, et les grands changements d'après-guerre où nationalisations et mise en place de la CECA conduisent à l’apogée du secteur dans les années 60 avant son déclin.

## Politiques du gaz
L'énergie gazière se développe au XIXe siècle en marge de l'exploitation du charbon notamment pour l'éclairage public avec des usines à gaz locales associées à des concessions municipales.
Durant la seconde guerre mondiale, l'industrie gazière est placée sous la tutelle du ministère de la Production industrielle par la loi du 15 février 1941. Elle a alors à souffrir du rationnement du charbon avec des restrictions qui se poursuivent dans l'immédiat après-guerre avec la priorité donnée à d'autres secteurs. En 1946, l'entreprise Gaz de France est créée par la nationalisation de 615 exploitations gazières et participe au plan de modernisation adopté en 1948.
La mise en production du gisement de gaz naturel de Lacq à la fin des années 50 est un tournant pour l'industrie et engendre la constitution d'un réseau national de distribution. La production nationale ne représente plus que 10% de la consommation nationale quelques décennies plus tard avec une politique d'importation impliquant divers accords internationaux particulièrement avec les Pays-bas, l'Union soviétique puis la Russie, la Norvège et l'Algérie.
Ce passage au gaz naturel implique aussi un changement dans le rapport aux autres productions : initialement liée au charbon, l'énergie gazière est ensuite liée à celle du pétrole en lien avec les sociétés Elf puis Total. L'extension des réseaux entretient aussi une interdépendance des économies nationales notamment au niveau européen jusqu'à la Russie.

## Politiques des carburants
Le carburant pour moteur Diesel bénéficie d'une fiscalité avantageuse depuis l'époque de l'après-guerre : il s'agissait alors de favoriser les utilisateurs de poids lourds et d'engins, agricoles notamment, qui étaient pratiquement les seuls à avoir recours à cette motorisation et ne disposaient pas d'alternative,,,.
Cet avantage fiscal se trouve sensiblement renforcé à la suite de la montée en puissance du programme nucléaire civil,,,,,. Celui-ci, impulsé dans les années 1960 par le président Charles de Gaulle pour réduire la dépendance énergétique du pays, aboutit à la fin des années 1970 à l'entrée en activité des premiers réacteurs. Le développement des centrales nucléaires, dont la rentabilisation demande un fonctionnement soutenu, s'accompagne d'une forte progression du chauffage électrique au détriment du fioul domestique, ce qui tend à créer une situation de surproduction de ce combustible. Celui-ci étant facilement convertible en gazole, une consommation accrue de ce carburant peut contribuer à résorber les excédents des raffineries. Cette solution de substitution est favorisée par l'État qui, en allégeant à nouveau les taxes, en exonérant les entreprises qui emploient des flottes à moteurs Diesel de TVA sur leurs achats de gazole, incite les constructeurs automobiles nationaux — Peugeot en particulier — à développer encore plus ce type de motorisation.
Au cours des années 1980, à la suite du deuxième choc pétrolier, les constructeurs vont exploiter intensivement la voie ainsi tracée,,,. La compétence acquise par Peugeot en la matière et le choix de Renault de développer à son tour cette technologie,, confortent l'État dans une politique d'avantages fiscaux en faveur de laquelle s'emploie avec succès Jacques Calvet, patron de PSA et ancien directeur de cabinet de Valéry Giscard d'Estaing aux Finances,. Au début des années 2000, la TIPP (devenue TICPE) par litre de gazole est inférieure d'un tiers à celle sur le super sans plomb ; la taxe sur les véhicules de sociétés (TVS) est également plus faible pour les véhicules à moteur Diesel, car elle est indexée sur les rejets de CO2 (moins élevés à puissance égale, du fait du meilleur rendement du moteur Diesel).
Toutefois, de 2002 à 2018, chaque modification des barèmes de la fiscalité sur les carburants est l'occasion de légèrement réduire l'écart de fiscalité entre gazole et essence ; cette réduction est sensible notamment en 2004 et en 2015. En parallèle, la TVS intègre à compter du 1er octobre 2013 une seconde composante afin de prendre en compte les émissions de polluants atmosphériques ; calculée sur la base de l'année de mise en circulation du véhicule et du type de motorisation, cette seconde composante pénalise les véhicules à moteur Diesel, notamment les plus anciens. Les voix de plus en plus nombreuses à s'élever contre l'emploi du gazole, notamment en raison de ses émissions de particules fines, amènent le gouvernement à en relever les taxes. Le scandale de l'affaire Volkswagen, en septembre 2015, entre autres, confirme l'État dans ses choix : il annonce en octobre « un rapprochement en cinq ans entre le prix du gazole et celui de l'essence », en commençant par deux augmentations successives de 0,02 €/L, en 2016 puis en 2017. Si le gazole conserve encore l'avantage en matière de fiscalité (la taxe sur le gazole reste inférieure de 21 % à celle sur l'essence en 2016), les écarts de fiscalité entre ces deux carburants tendent alors à se réduire.
Ce rapprochement subit un coup d'arrêt quand, à la fin de l'année 2018, à la suite du mouvement des Gilets jaunes, l'exécutif décide de geler l'augmentation des taxes en lien avec la transition écologique. Ainsi, en 2024, les niveaux de fiscalité des carburants automobiles restent identiques à ceux de 2018.
Le carburant pour moteur Diesel permettait encore aux entreprises de bénéficier d'un avantage important : la récupération de la TVA. Le gouvernement a décidé de faire bénéficier progressivement l'essence de cet avantage : alors que le taux de récupération de la TVA pour les achats d'essence était nul en 2016, il augmente légèrement en 2017 et en 2018 et finit par atteindre, en 2022, le même niveau que pour le gazole, selon un barème évolutif.
Les gros véhicules à moteur Diesel sont par ailleurs soumis à un malus plus faible que les véhicules à essence de même puissance dans le cadre du bonus-malus écologique, car ils émettent moins de CO2. Ils pouvaient même, initialement, faire l'objet d'un bonus, notamment les véhicules hybrides Diesel-électriques, mais cette disposition a été supprimée. Au contraire, les acheteurs de véhicules électriques ou hybrides peuvent bénéficier d'un bonus supplémentaire si leur achat s'accompagne de la mise au rebut d'un véhicule Diesel ancien.
Dans l'industrie de la plaisance, le moteur Diesel a bénéficié d'un avantage de 30 % dans le calcul du DAFN (Droit annuel de francisation et de navigation) jusqu'en 2013, date à laquelle la formule a été modifiée pour effacer toute différence avec l'essence,.